# Careproctus ectenes
Careproctus ectenes és una espècie de peix pertanyent a la família dels lipàrids.

## Descripció
- La femella fa 6,4 cm de llargària màxima.[5]

## Hàbitat
És un peix marí i batidemersal que viu entre 494 i 641 m de fondària.

## Distribució geogràfica
Es troba al Pacífic nord-oriental: el nord de l'illa d'Unalaska (illes Aleutianes, Alaska).

## Observacions
És inofensiu per als humans.